# Saprosites congoana
Saprosites congoana är en skalbaggsart som beskrevs av Rudolph Petrovitz 1956. Saprosites congoana ingår i släktet Saprosites och familjen Aphodiidae. Inga underarter finns listade i Catalogue of Life.